# Червоное (Закарпатская область)
Червоное (укр. Червоне) — село в Чопской городской общине Ужгородского района Закарпатской области Украины.
Население по переписи 2001 года составляло 869 человек. Почтовый индекс — 89461. Занимает площадь 0,013 км².